# HD 158633
HD 158633，又名BD+67 1014，SAO 17474、HR 6518，是一颗恒星，视星等为6.43，位于銀經97.56，銀緯33.16，其B1900.0坐标为赤經17h 25m 18.4s，赤緯+67° 33.16′ 26″。